# Jean de La Vacquerie
Jean de La Vacquerie est un magistrat français, premier président du Parlement de Paris de 1481 à 1497, né à Arras à une date inconnue, mort le 21 juillet 1497.

## Biographie
Jean de la Vacquerie est originaire d'Arras, ce qui le faisait sujet des ducs de Bourgogne. Il était conseiller pensionnaire de la ville d'Arras quand la ville est prise par Louis XI après son entrée le 4 mars 1477. Il est reçu au parlement de Paris comme conseiller le 12 novembre 1479, puis quatrième président après la mort de Jean de Popincourt, le 30 mai 1480. 
Il a été nommé premier président du parlement de Paris par Louis XI après le décès de Jean Le Boulanger. Il a été admiré par sa probité et sa fermeté ayant tenu tête au roi à l'occasion d'un édit pris par Louis XI à l'occasion de grand froid qui a provoqué une famine. Le roi avait décidé d'interdire l'exportation du blé, d'établir un maximum sur les grains et l'obligation de livrer aux commissaires du roi du blé à bas prix. Le blé a alors disparu de tous les marchés et les habitants de Paris se mirent à craindre la famine. Louis XI ayant demandé l'enregistrement de cet édit par le parlement, celui-ci fit des remontrances au roi qui a voulu passer outre. Avec un grand nombre des membres du parlement, Jean de La Vacquerie se rendit devant le roi. Celui-ci se plaignit que le parlement s'opposât à ses édits alors qu'il est le maître dans son royaume. Jean de La Vacquerie a lors répliqué : « Sire, qui vous a dit cela ? Un courtisan, qui encore se dédiera à l'agonie ? Vous êtes le maître, mais ne pouvez pas tout ; quelle que soit votre autorité, vous n'avez pas le droit de prendre le mien ; ce qui est à moi, Sire, n'est pas vôtre ». Le roi a répliqué qu'« il porte tout son conseil dans sa tête, et n'a pas besoin d'avis ». La Vacquerie lui a répondu : « Sire, Dieu vous garde qu'il vous entre oncques dans l'esprit que vous soyez roi par force !  tels règnes sont règnes de pirates et de voleurs. La grandeur et la liberté des rois consiste à ne pouvoir faire mal, car faire mal est plutôt action d'impuissance que de vrai pouvoir ». Le roi lui ayant demandé d'obéir, La Vacquerie a répondu : « Nous remettons nos charges entre vos mains, et nous souffrirons tout ce qu'il vous plaira, même la mort, plutôt que d'offenser nos consciences et de vérifier un édit que nous croyons contre le bien du peuple ». Le roi admis que cet édit pouvait avoir des conséquences funestes et remercia le Premier président et a fait déchirer l'édit en sa présence.
Il a été nommé par Louis XI un de ses ambassadeurs pour négocier avec Maximilien Ier de Habsbourg le traité d'Arras.
Il instruisit le procès contre Olivier Le Daim entre septembre 1483 et mai 1484. Sur demande du roi Charles VIII, en 1486, la cour, présidée par Jean de La Vacquerie, rejeta l'appel de Renée de Vendômois condamnée à mort pour avoir assassinée son mari. Mais tenant compte des lettres de rémission, elle fit grâce de la vie à la coupable et fixa ainsi son sort : 
« Pour la réparacion civile, la cour a condamné et condamne la dite Renée de Vendômois à délaisser l'habit noir de viduité et à faire amende honorable publiquement en la cour de céans au procureur général du roi et aux enfants dudit feu de Saint-Berthevin, à genoux, nue tête, sans chaperon, vêtue d'un corset de gris blanc, sur lequel, à l'endroit de la poitrine, sera cousue une petite croix de bois; et, tenant en ses mains une torche de cire allumée, elle dira »:
« « Je, Renée de Vendômois, remercie très humblement le roi, mon souverain seigneur, de la grâce qu'il m'a faite en me sauvant la vie et en me remettant la peine de mort que j'ai méritée et à laquelle j'ai été condamnée, pour ce que, faussement, mauvaisement, par conspiration et machination mauvaise, j'ai commis adultère, vol et larcin des biens de feu monseigneur de Souday, Jean de Saint-Berthevin, lors mon mari, et que j'ai été cause que, inhumainement, il a été meurtri et occis près de sa maison de Souday par un nommé Gros-Jehan, serviteur de Guillaume du Plessis, mon adultère, ce dont je me repens et requiers merci et pardon à Dieu, au roi, à justice, aux enfants du dit défunt seigneur et à tous ses autres parents et amis» ».
En mars 1491, il est envoyé par le roi comme commissaire à Beauvais avec Olivier Le Roux pour lever un emprunt auprès de la population afin de poursuivre la guerre contre les Bretons et les Anglais.

## Hommages
- Le poète Jean Bouchet qui est arrivé à Paris en 1497 et l'a vu présider le parlement en a fait l'éloge dans un poème de S'ensuyt le Temple de bonne renommée et repos des hommes et femmes illustres, trouvé par le Traverseur de voyes périlleuses en plorant le très regretté décès du feu prince de Thalemont, unicque filz du chevalier et prince sans reproche (feuillet XXXIII) :

Fors d'un vieillard nommé Jean Vacquerie,
Que vingt ans a je vy sans menterie
Du Parlement de Paris présider
Et les procès justement décider ...
L'estoit ung juge en fait, dict et faconde
Très suffisant pour gouverner ung monde ;
Il n'estoit point curial ni fringueur
Et si ne usoit de trop grande rigueur
Par crainte, amour, ne désire de pecune
Ne par faveur, ne commist faulte aulcune.
Mieulx eust aymé quitter au roi l'office
Que par sa coulpe on feist ung maléfice,
- Michel de L'Hospital a dit : « J'aime mieux la pauvreté du président de La Vacquerie que tous les biens du chancelier Raulin ! ».
- Rue La Vacquerie, dans le quartier de la Roquette du 11e arrondissement de Paris.
- Il possède sa statue sur la façade de l'Hôtel de Ville de Paris.
- Il possède une place à son nom à l’arrière de l’Hôtel de Ville d’Arras